# Mactra deshayesi
Mactra deshayesi is een tweekleppigensoort uit de familie van de Mactridae. De wetenschappelijke naam van de soort is voor het eerst geldig gepubliceerd in 1867 door Mayer.